# Vica Pota

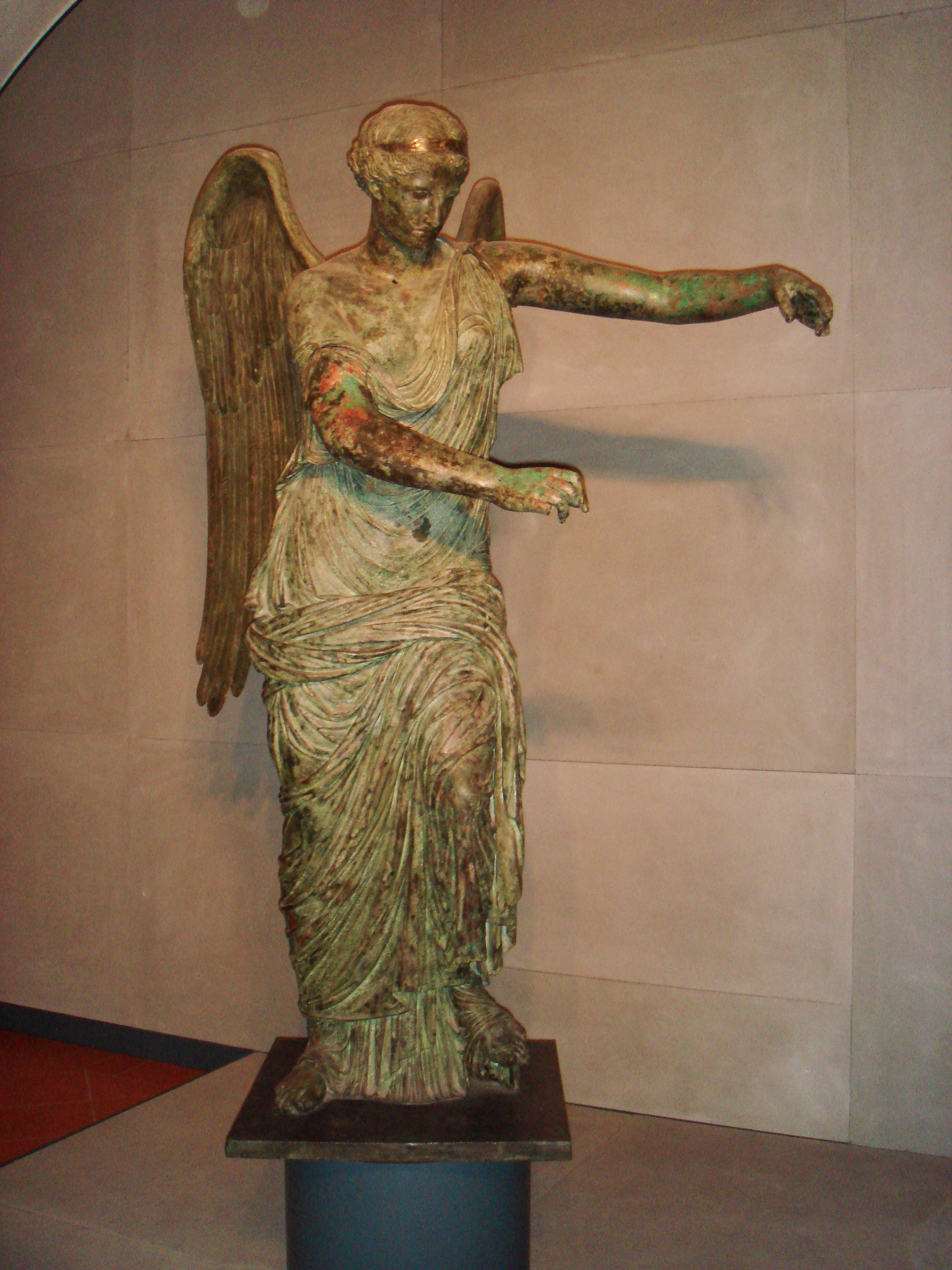
Victòria alada. Brescia

Vica Pota (en llatí Vica Pota) a la mitologia romana era una deessa que representava la victòria i la conquesta. Ciceró explica que el seu nom derivava de vincendi atque potiundi, 'conquerir i aconseguir el domini'.
Tenia un santuari (aedes) situat al peu del turó anomenat Vèlia, al mateix lloc on Publi Valeri Publícola, cònsol l'any 509 aC, havia construït la seva casa. La casa de Valeri es va destruir quan el poble va sospitar que es volia proclamar rei. El temple estaria situat vora el Fòrum, i potser tocant a la Règia.
Per alguns autors, es podria identificar a Vica Porta amb la deessa sabina Vacuna. Quint Asconi Pedià la identifica amb la deessa Victòria, però probablement és una deessa itàlica anterior a aquella deessa, que havia assumit el paper de la Niké grega. Vica Pota era més antiga que la Victòria, però probablement no n'era una personificació. Alguns autors la identifiquen amb una divinitat etrusca anomenada Lasa Veru.